# Mirosław Piotrowski (grafik)
Mirosław Piotrowski (ur. 26 lutego 1942 w Warszawie, zm. 28 września 2002 w Toruniu) – polski grafik, profesor sztuk plastycznych.

## Życiorys

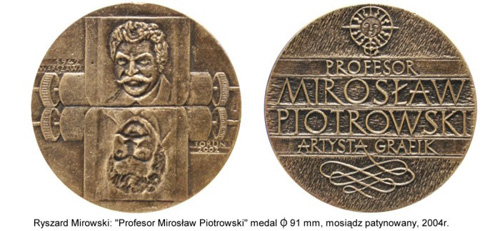
Ilustracja przedstawiająca medal poświęcony Profesorowi Mirosłałowi Piotrowskiemu autorstwa Ryszarda Mirowskiego

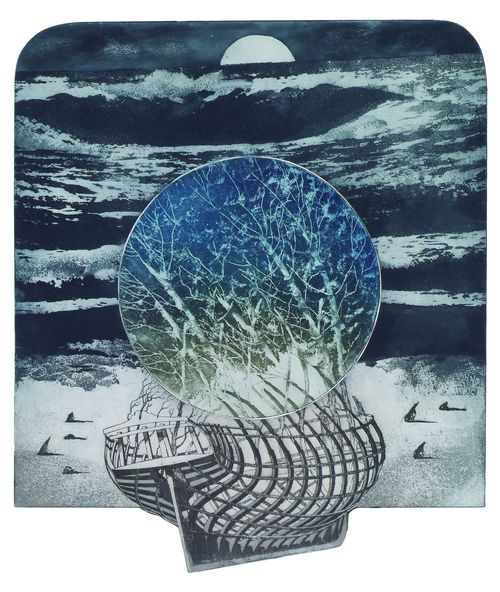
Mirosław Piotrowski, Wrak, 1986, akwaforta, akwatinta

Urodził się 26 lutego 1942 roku w Warszawie przy ul. Młynarskiej 43. W następnym roku rodzice Piotrowskiego przeprowadzili się do nowego mieszkania przy ul. Leszno 47, vis-à-vis sądów, z którego to mieszkania w czasie powstania warszawskiego hitlerowcy zabrali go wraz z matką do obozu we Freiburgu. W styczniu 1945 roku matce udało się zbiec z obozu, najpierw do Łodzi, a później do Generalnego Gubernatorstwa w Góry Świętokrzyskie, gdzie wuj Piotrowskiego Stanisław Patyna pseudonim „Wyrwa”, major AK był dowódcą oddziału leśnego. Po wojnie osiedlił się z rodzicami w Słupsku, gdyż mieszkanie w Warszawie przy ul. Leszno było doszczętnie spalone. W Słupsku ukończył szkołę podstawową i Liceum im. Bolesława Krzywoustego. Po maturze studiował w dwuletnim Studium Nauczycielskim w Kołobrzegu na kierunku rysunki i prace ręczne. Studiując jednocześnie pracował w Miejskiej Pracowni Urbanistycznej w Kołobrzegu jako kreślarz. Po ukończeniu SN-u pracował w Technikum Gastronomicznym i Hotelarskim w Słupsku jako nauczyciel rysunku. Jego zainteresowania kierowały się w stronę grafiki użytkowej. Na SN-nie napisał pracę dyplomową u prof. Zahorskiej o współczesnym plakacie polskim.

### Lata na Uniwersytecie Mikołaja Kopernika w Toruniu
W 1965 roku zdał na Wydział Sztuk Pięknych Uniwersytetu Mikołaja Kopernika w Toruniu, wybierając grafikę jako specjalizację. Grafika warsztatowa, którą poznał w Katedrze Grafiki WSP UMK, była dla niego olśnieniem i wielkim objawieniem. Stwierdził, że to jest to, co chciałby opanować i co chciałby robić, w czym chciałby się artystycznie realizować. Na studiach miał świetnych profesorów i dostęp do prawie 200- letniej tradycji polskiej grafiki. To co osiągnął w grafice, zawdzięcza przede wszystkim swoim profesorom w Katedrze Grafiki: prof. Edmundowi Piotrowiczowi, Ryszardowi Krzywce, Bogdanowi Przybylińskiemu, Józefowi Słoboszowi oraz Marii Pokorskiej. 

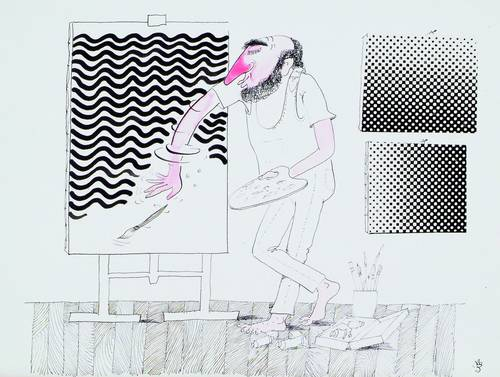
Mirosław Piotrowski, bez tytułu, 1995, rysunek tuszem, akwarela

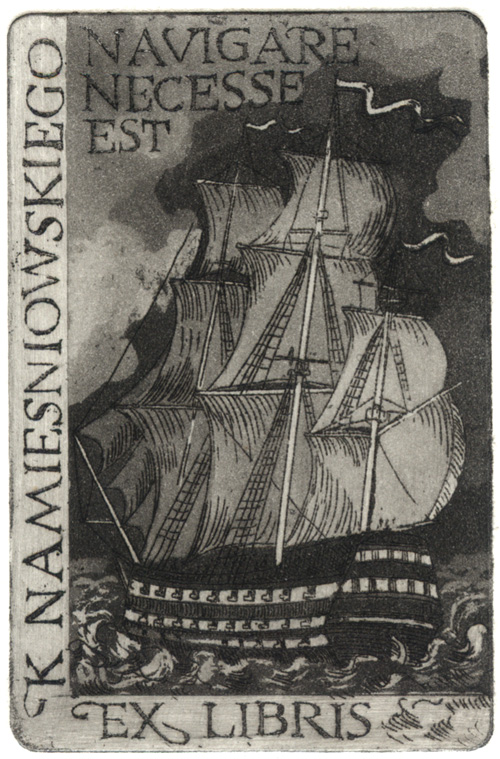
Mirosław Piotrowski, EXLIBRIS K. Namiesniowskiego – Navigare Necesse Est

Piotrowski starał się poznać tajniki warsztatu graficznego wkłęsłodrukowego i cały oddał się tej dyscyplinie graficznej. Dyplom zrobił w 1970 roku w pracowni wklęsłodruku prof. Edmunda Piotrowicz i w pracowni wypukłodruku u prof. Ryszarda Krzywki. Pracę teoretyczną o „Międzynarodowych plenerach w Osiekach” napisał u prof. Janusza Boguckiego. W czerwcu 1970 roku objął funkcję asystenta w Katedrze Grafiki u prof. Edmunda Piotrowicza. W 1974 roku odbył staż dydaktyczny w Akademii Sztuk Pięknych w Warszawie u prof. Haliny Chrostowskiej – grafika i prof. Leszka Hołdanowicza – grafika użytkowa i projektowanie. W 1978 roku zdał przewód kwalifikacyjny na stanowisko adiunkta w ASP w Warszawie, a w 1987 roku na stanowisko docenta, także przewód w ASP w Warszawie. W latach 1987–1990 był prodziekanem Wydziału Sztuk Pięknych UMK.
W 1999 roku Mirosław Piotrowski uzyskał tytuł profesora tytularnego z zakresu sztuk plastycznych, a w czerwcu 2002 roku profesora zwyczajnego.

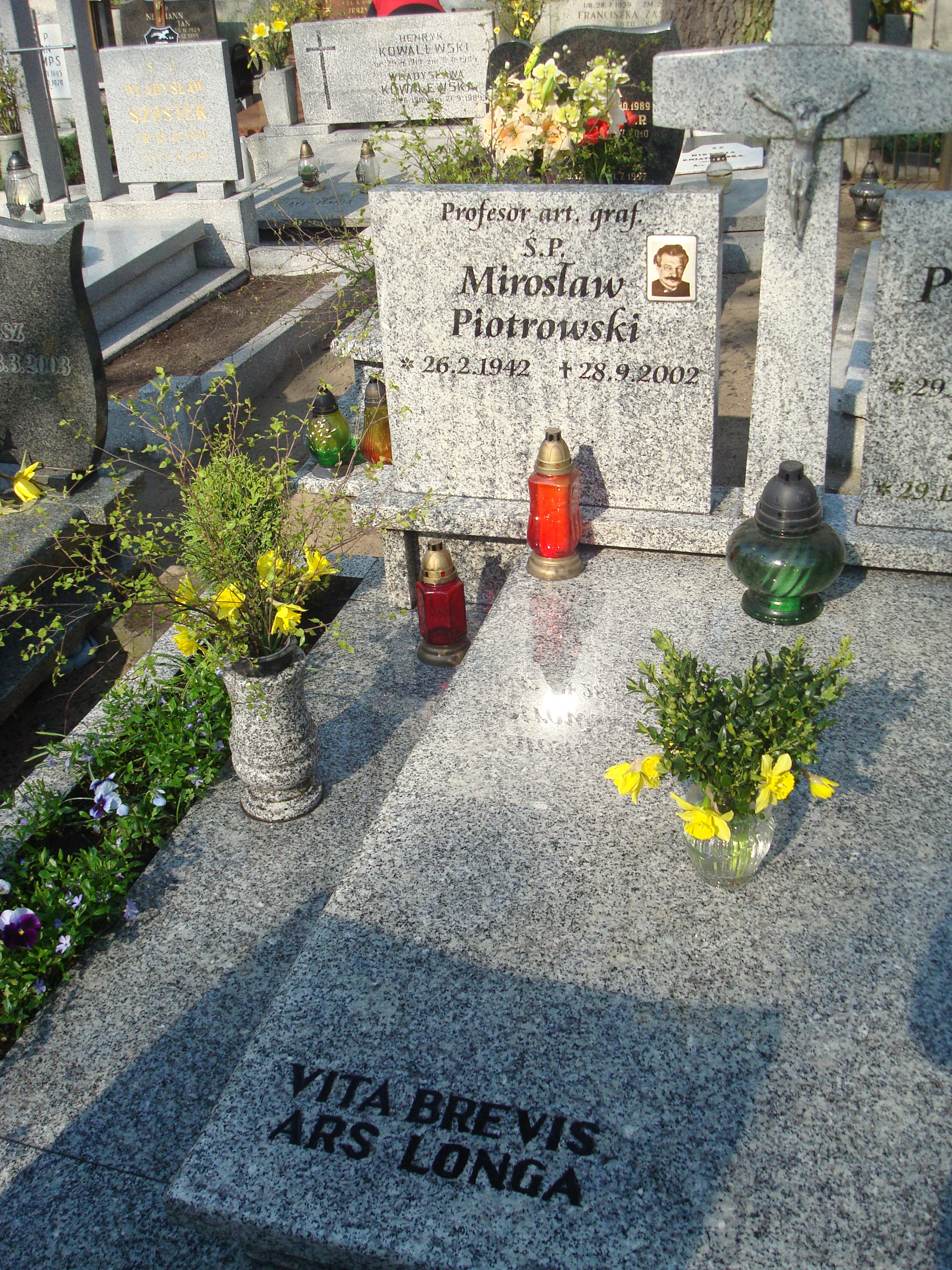
Grób profesora Mirosława Piotrowskiego znajdujący się na cmentarzu przy ul. Wybickiego w Toruniu

### Inspiracja Morzem
W początkowym okresie swojej twórczości wykonywał w technikach metalowych grafiki monochromatyczne, w późniejszym okresie z inspiracji prof. Haliny Chrostowskiej i prof. Stanisława Borysowskiego zainteresował się problemem zastosowania koloru w grafice i problemami formalnymi z tym związanymi. W 1991 roku wymyślił i zorganizował wspólnie z Marią Wąsowską Ogólnopolską Wystawę w BWA w Toruniu pt. „Kolor w grafice”. Był to wówczas strzał w dziesiątkę, gdyż coraz większa grupa grafików w Polsce i za granicą zajmowała się problemem koloru w grafice. Maria Wąsowska była wówczas prezesem Okręgu ZPAP w Toruniu, Piotrowski zaś był przewodniczącym sekcji grafiki ZPAP w Toruniu. Jego indywidualne zainteresowania artystyczne i formalne zawsze kierowały się w stronę morza. Morze było dla niego inspiracją. Temat morza wynikał z jego bezpośrednich kontaktów i obcowania z morzem w Kołobrzegu, Ustce i Słupsku.
Mirosław Piotrowski zmarł we wrześniu 2002 roku i jest pochowany na cmentarzu przy ul. Wybickiego.

## Prace w zbiorach
- Muzeum Narodowego w Gdańsku
- Muzeum Narodowego w Poznaniu
- Muzeum Narodowego w Szczecinie
- Muzeum im. L. Wyczółkowskiego w Bydgoszczy
- Muzeum Lubelskiego Oddział – Muzeum Literackie im. Józefa Czecho-wicza w Lublinie
- Muzeum Mazowieckiego w Płocku
- Muzeum Okręgowego w Toruniu
- Muzeum im. Ks. Wł. Łęgi w Grudziądzu
- Muzeum we Fromborku
- Biblioteki Narodowej w Warszawie
- Biblioteki Głównej Uniwersytetu Mikołaja Kopernika w Toruniu
- Biblioteki Polskiej Akademii Nauk w Gdańsku
- Ministerstwa Kultury i Sztuki
- Ministerstwa Spraw Zagranicznych
- Ministerstwa Obrony Narodowej
- Ministerstwa Kultury i Sztuki Rosji
- Ministerstwa Kultury i Sztuki Czech
- Biura Wystaw Artystycznych w:
- Kielcach, Lesznie, Opolu, Płocku, Przemyślu, Rzeszowie, Słupsku, Tarnowie, Toruniu, Wałbrzychu, Włocławku, Zielonej Górze
- Ambasady Republiki Indii w Polsce
- Biura Handlowego RP w Caracas (Wenezuela)
- Muzeum Sztuki Współczesnej w Belgradzie (Serbia)
- Muzeum Sztuki w Kapsovár (Węgry)
- oraz w zbiorach prywatnych w: Niemczech, Finlandii, Danii, Szwecji, Austrii, Australii, Belgii i na Węgrzech[3]

## Wystawy pośmiertne

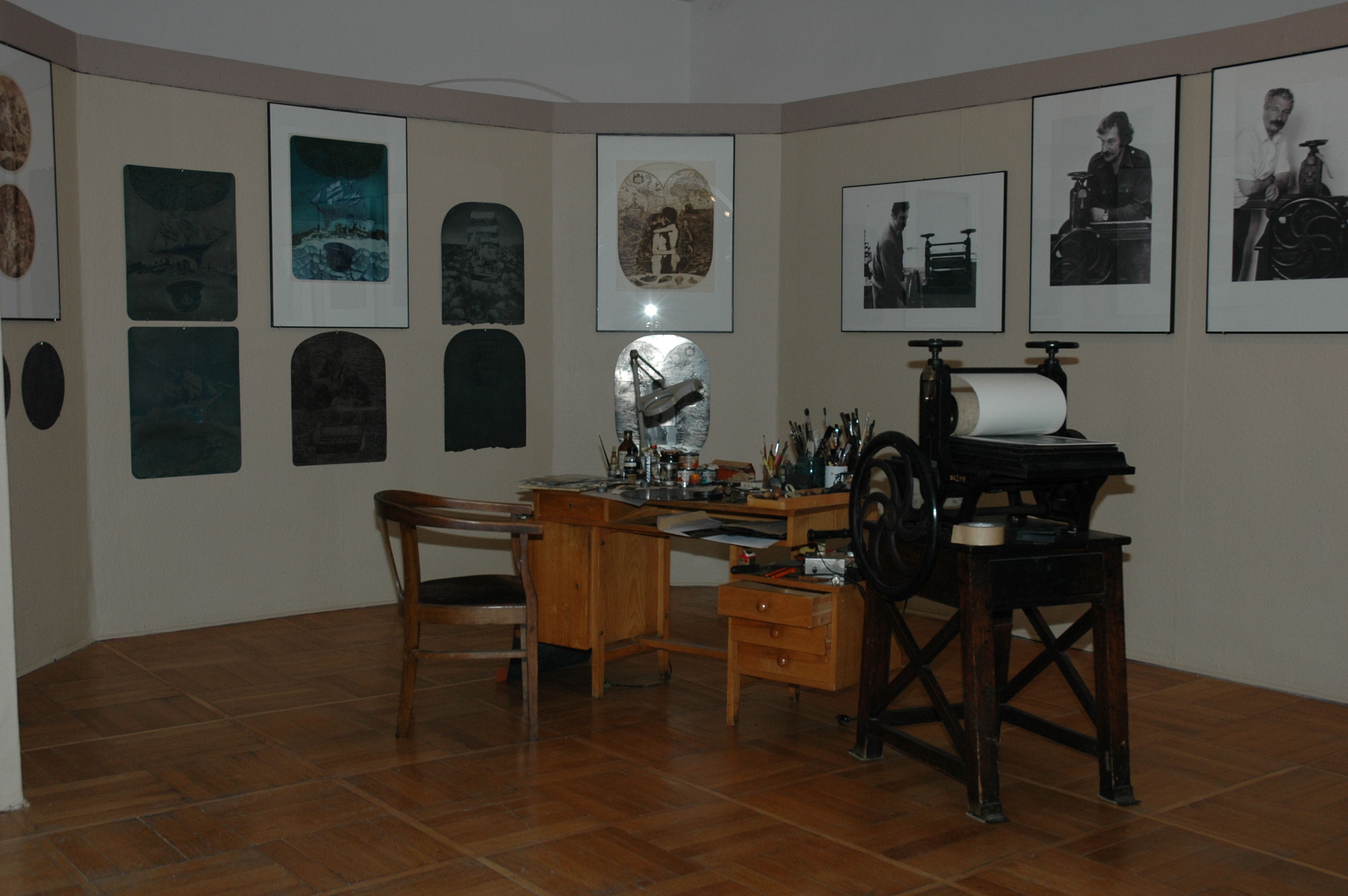
Warsztat Mistrza, Wystawa: Mirosław Piotrowski (1942 – 2002) Grafika i rysunek, Muzeum Okręgowe w Toruniu, Toruń, 2007
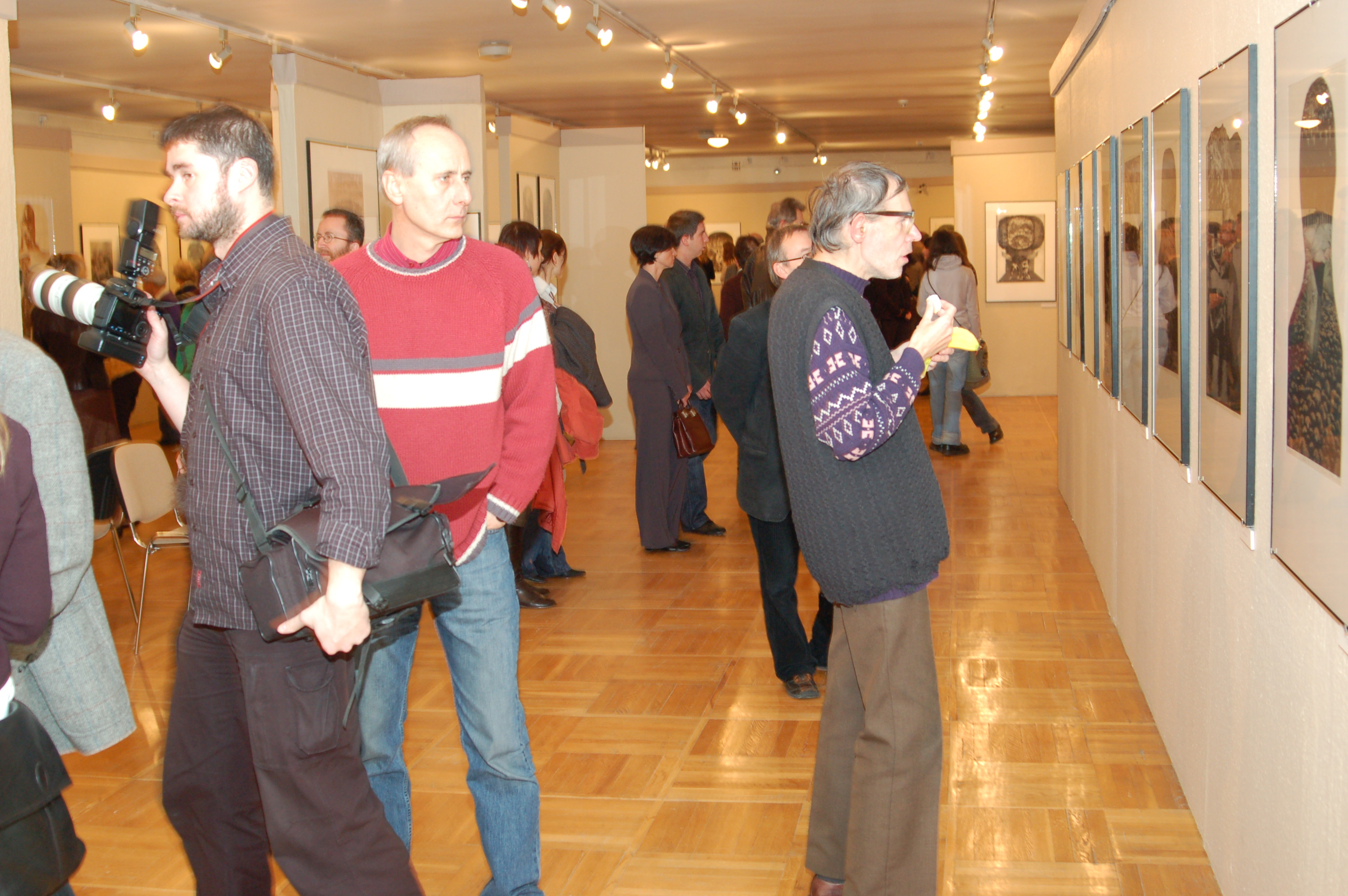
Wernisaż, Wystawa: Mirosław Piotrowski (1942 – 2002) Grafika i rysunek, Muzeum Okręgowe w Toruniu, Toruń, 2007
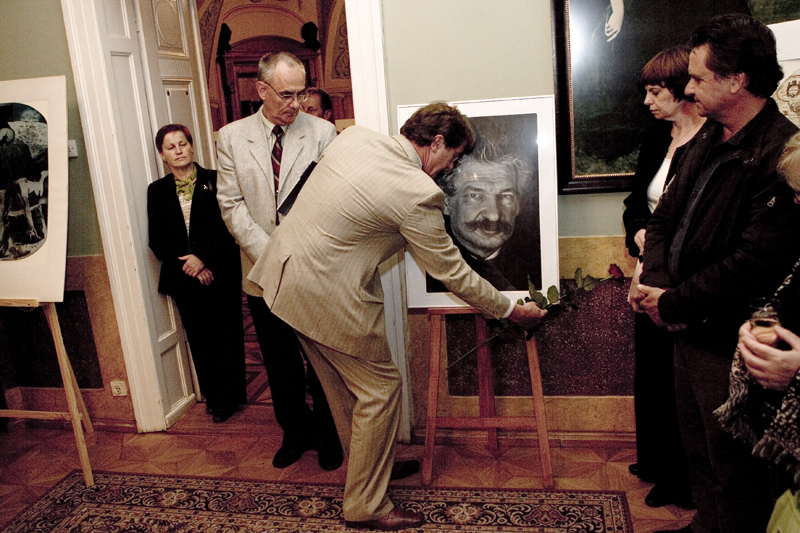
Wernizaż wystawy: Mirosław Piotrowski – Pałac w Lubostroniu 28 września 2008 r.
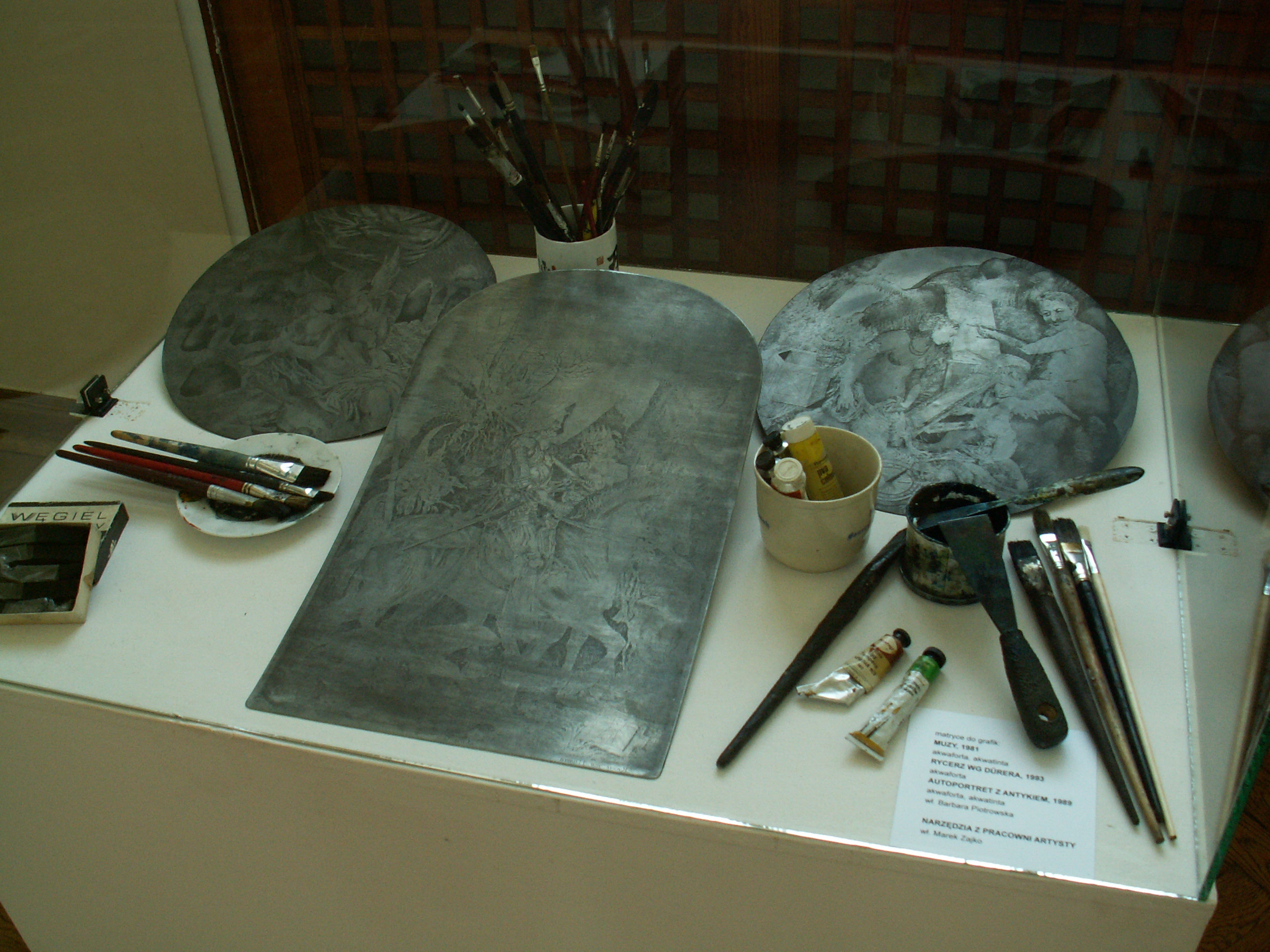
Matryce, Wystawa: Mirosław Piotrowski (1942 – 2002) Grafika i rysunek, Muzeum im. ks. Władysława Dołęgi w Grudziądzu
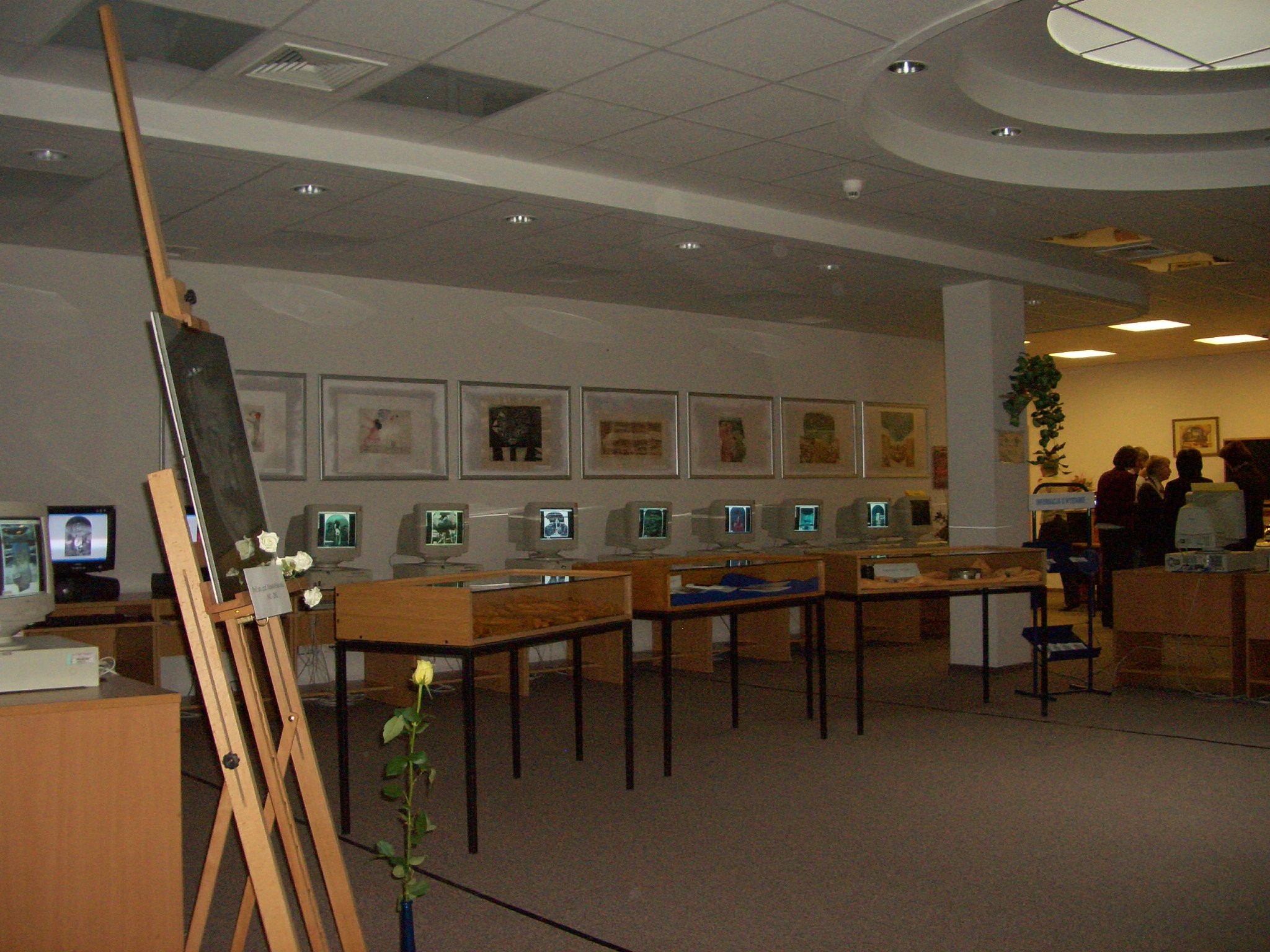
Wernisaż, Mirosław Piotrowski (1942 – 2002) Grafika i rysunek, Biblioteka Wydziału Prawa i Administracji UMK, Toruń, 2008
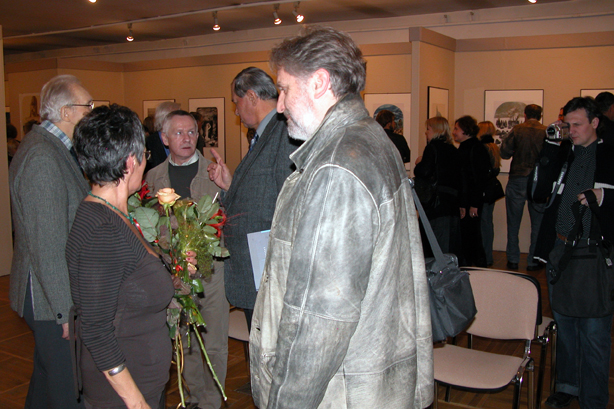
Wernisaż, Wystawa: Mirosław Piotrowski (1942 – 2002) Grafika i rysunek, Muzeum Okręgowe w Toruniu, Toruń, 2007

## Nagrody i wyróżnienia
- I nagroda w konkursie na grafikę roku, Koszalin 1970
- Wyróżnienie w konkursie na grafikę roku, Toruń 1971
- Wyróżnienie w konkursie grafiki marynistycznej, Gdańsk 1971
- I nagroda na grafikę kopernikowską, Bydgoszcz 1971
- II nagroda i wyróżnienie na grafikę roku, Toruń 1974
- Nagroda-stypendium na II Kwadriennale Młodej Grafiki, Poznań 1974
- II nagroda w I polsko-fińskim konkursie grafiki marynistycznej, Gdańsk 1975
- Wyróżnienie w II polsko-fińskim konkursie grafiki marynistycznej, Gdańsk 1977
- Nagroda rektorska UMK za twórczość w dziedzinie grafiki, Toruń 1977
- II nagroda w konkursie na grafikę roku, Toruń 1977
- I nagroda w konkursie na grafikę roku, Toruń 1978
- Wyróżnienie w III polsko-fińskim konkursie grafiki marynistycznej, Gdańsk 1979
- I nagroda w konkursie na grafikę roku 1979, 1980
- II i III nagroda w konkursie na grafikę II półrocza 1981 okręgów, Gdańsk, Bydgoszcz, Toruń, Szczecin
- I nagroda w Ogólnopolskim konkursie grafiki „Armia Poznań 1939”, Poznań 1982
- Wyróżnienie w V polsko-fińskim konkursie grafiki marynistycznej, Gdańsk 1983
- Nagroda Redakcji „Warmii i Mazur”, Olsztyn 1984
- Wyróżnienie w Ogólnopolskim konkursie plastycznym „Prowincja”, Włocławek '86
- Wyróżnienie w Ogólnopolskim konkursie grafiki marynistycznej, Gdańsk 1987
- II nagroda w konkursie na grafikę roku, Toruń 1987
- Nagroda specjalna w konkursie na grafikę roku, Toruń 1988
- Wyróżnienie w Ogólnopolskim konkursie grafiki „Erotyk”, Gorzów 1989
- Nagroda w Ogólnopolskim konkursie grafiki „Erotyk”, Słubice 1991[3]